# Хайуеймен
„Хайуеймен“ (на английски: The Highwaymen) е американска вокално-инструментална кънтри група.
Тя е сред най-успешните групи в този жанр, добре известна с огромното си влияние върху кънтри музиката като цяло в САЩ.

## История
Групата е съставена от 4 най-нашумели през 1980-те и 1990-те години кънтри звезди в САЩ – Крис Кристофърсън, Уейлън Дженингс, Уили Нелсън и Джони Кеш. За кратко се е включвал в записи и испанският вокал Джони Родригес. През краткия, но успешен период от 1985 до 1995 година „Хайуеймен“ записва 3 албума – „Разбойник“, „Разбойник 2“ и „Пътят продължава вечно“. Четиримата музиканти участват и като актьори във филма „Stagecoach“, който е римейк на класическия филм от 1939 г.
Първият им албум „Разбойникът“ е създаден през 1985 г., но когато е издаден от Columbia Records, групата няма още официално име и като изпълнители са посочени Крис Кристофърсън, Уейлън Дженингс и Уили Нелсън.
През 1990 г. групата се събира отново за втори албум „Разбойникът 2“, който достига 4-то място в класацията за албуми в страната. Номиниран е за музикалната награда „Грами“ за най-добър Country Vocal Collaboration. 6 от песните в него са написани в съавторство от членовете на групата.
През 1995 г. групата „Хайуеймен“ записват третия си албум „Пътят продължава вечно“. След създаване на сингъла „It Is What It Is“ четиримата нашумели кънтри певци се завръщат към своите солови кариери, с което се слага край на краткото, но ползотворно съществуване на супергрупата. Уейлън Дженингс умира на 13 февруари 2002 г.
През 2005 година по случай десетата годишнина от края на супергрупата „Хайуеймен“ албумът „Пътят продължава вечно“ се появява като ново издание и допринася за популяризирането на кънтри музиката в САЩ. В него са добавени и няколко бонус парчета, както и документален филм за десетгодишния творчески път на групата, която е оставила и доста богата дискография.

## Дискография

### студийни албуми
| заглавие                 | подробности за албума                                           | позиция    | позиция | позиция     | позиция | позиция | позиция | продажби                                     |
| заглавие                 | подробности за албума                                           | US Country | US      | CAN Country | AUS     | DEN     | NOR     | продажби                                     |
| ------------------------ | --------------------------------------------------------------- | ---------- | ------- | ----------- | ------- | ------- | ------- | -------------------------------------------- |
| Highwayman               | - Дата на издаване: май 1985 - Лейбъл: Columbia Records         | 1          | 92      | —           | 20      | —       | —       | - AUS: Платинен - US: Платинен - CAN: Златен |
| Highwayman 2             | - Дата на издаване: февруари 9, 1990 - Лейбъл: Columbia Records | 4          | 79      | —           | 9       | —       | —       | - AUS: Златен                                |
| The Road Goes On Forever | - Дата на издаване: април 4, 1995 - Лейбъл: Liberty Records     | 42         | —       | 10          | 46      | 8       | 11      |                                              |

### сингли
| година | сингъл                               | позиция    | позиция     | позиция | позиция | албум                               |
| година | сингъл                               | US Country | CAN Country | CAN AC  | AUS     | албум                               |
| ------ | ------------------------------------ | ---------- | ----------- | ------- | ------- | ----------------------------------- |
| 1985   | „Highwayman“                         | 1          | 1           | 19      | 98      | Highwayman                          |
| 1985   | „Desperados Waiting for a Train“     | 15         | 20          | —       | —       | Highwayman                          |
| 1990   | „Silver Stallion“                    | 25         | 21          | —       | —       | Highwayman 2                        |
| 1990   | „Born and Raised In Black and White“ | —          | —           | —       | —       | Highwayman 2                        |
| 1990   | „American Remains“                   | —          | —           | —       | —       | Highwayman 2                        |
| 1995   | „It Is What It Is“                   | —          | —           | —       | —       | The Road Goes on Forever            |
| 2005   | „If He Came Back Again“              | —          | —           | —       | —       | The Road Goes on Forever (re-issue) |

## Видеография

### видео клипове
| година | заглавие             | режисьор        |
| ------ | -------------------- | --------------- |
| 1985   | „Highwayman“         | Peter Israelson |
| 1990   | „Silver Stallion“    | Jon Small       |
| 1995   | „It Is What It Is“   | Lowe/Don Was    |
| 2016   | „Good Hearted Woman“ | Jon Small       |

### видео албуми
- Highwaymen Live! (заснет през 1990 г. в Насау Колизеум, издаден през 1991 г. на VHS)
- On the Road Again (заснет през 1992 г. в Абърдийн, Шотландия, издаден през 2003 г. на DVD)
- The Highwaymen Live: American Outlaws (повторното пускане на концертния албум от 1990 в Насау Колизеум, ремастериран от оригиналния 16 mm филм и освободен през 2016 г. на DVD и Blu-Ray)